# AIM-26 팰컨

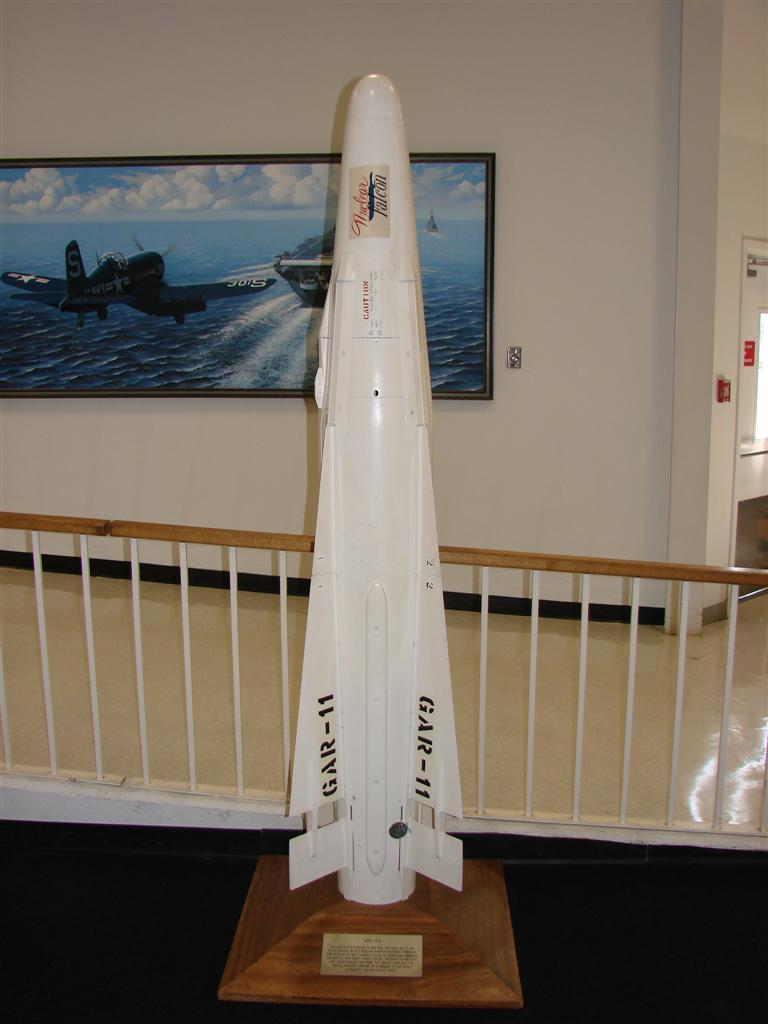

AIM-26 팰컨(AIM-26 Falcon)은 미국 최초의 공대공 미사일 AIM-4 팰컨을 대형화 한 미사일이다. 미국의 유일한 핵탄두 공대공 미사일이다.

## W54 핵탄두
미국 최소형 핵탄두인 W54를 장착했다. TNT 250톤(0.25 kt) 폭발력이다.

## 제원 (GAR-11/AIM-26A)
- 길이: 84.25 in (2.140 m)
- 날개폭: 24.4 in (62 cm)
- 직경: 11.4 in (29 cm)
- 무게: 203 lb (92 kg)
- 속도: 마하 2
- 사거리: 6 mi (9.7 km)
- 유도방식: 세미 액티브 레이다 유도
- 탄두: W54 핵탄두, TNT 250톤 폭발력

## 같이 보기
- W54
- 미사일 목록